# Distretto di Uster
Il distretto di Uster è un distretto del Canton Zurigo, in Svizzera. Confina con i distretti di Bülach a nord, di Pfäffikon a nord-est, di Hinwil a sud-est, di Meilen a sud-ovest e di Zurigo a ovest. Il capoluogo è Uster. Comprende il lago di Greifen.

## Comuni
Amministrativamente è diviso in 10 comuni:
- Dübendorf
- Egg
- Fällanden
- Greifensee
- Maur
- Mönchaltorf
- Schwerzenbach
- Uster
- Volketswil
- Wangen-Brüttisellen